# SRAMカード

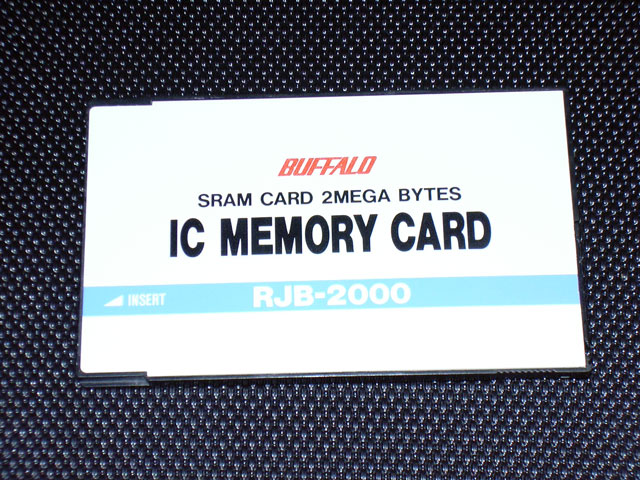
SRAMカード

SRAMカード（エスラム-）は、SRAMとバックアップ用の電池で情報を記憶するメモリーカードの一種。
JEIDA/PCMCIA（PCカード）の初期の頃に普及した。
書き込みはきわめて高速だが、容量が小さく高価。キャパシタを用いるDRAMよりも少ない電力でデータを維持でき、EEPROMよりも使い勝手が良い為、小容量ながら磁気メディアを補完するコンパクトな外部記憶装置として、フラッシュメモリ登場までは広範囲に利用された。インタフェースとコントローラを一体化したSRAMカードとしては、ノートパソコンやワープロ専用機、電子手帳などの外部記憶メディアとして頻繁に利用されていた（PCカード規格ではない独自規格のものも存在した）。
SRAM自体は揮発性である為、保存にはボタン型電池などの電源を必要とし、電池が切れるとデータは全て消える。電池の持続期間はカタログスペックでは1年程度だったが、10年近く放置していたSRAMカードにデータが残っていたという例もあり、環境による差が大きい。電池交換を行ってもデータが消えないよう、短期間データを維持することが可能な低容量の二次電池を搭載していたものもある。
やがてフラッシュメモリなどが普及したため、旧式の機器や特定の業務用途を除いて一般にはほとんど使われなくなっており、パソコン用OSでのサポートもなくなっている。